# Alla zoppa
Alla zoppa (итал. Alla zoppa — спотыкаясь, хромая) — музыкальный термин, применяемый к синкопированному ритму. Неравномерный ритм при этом характере музыки образуется от неправильно построенных синкоп, в которых связанные ноты имеют, вопреки правилам письма синкоп, неравную длительность. В особенности этот хромой ритм заметен, если первая нота, поставленная на слабом времени, имеет меньшую длительность, чем вторая.
В A Dictionary of Music and Musicians Alla Zoppa описывается как

Ритм, в котором акцентируется вторая восьмая в такте на 2/4, как в некоторых Венгерских произведениях
Оригинальный текст (англ.)a rhythm in which the second quaver in a bar of 2-4 time is accentuated, as in certain Hungarian pieces.

Леонард Ратнер описывает Alla Zoppa как "Неравномерный, хромающий ритм".

## Произведения, использующие Alla zoppa
Данный ритм типичен для некоторых венгерских танцев и рэгтайма.
- Симфония 58 in F major[англ.] (Гайдн)[5]
  1. Allegro
  2. Andante
  3. Menuet alla zoppa. Un poco Allegretto – Trio
  4. Finale. Presto
- Двойной концерт (Брамс) Брамс (главная тема финала)[6]